# Alan Brandi
Alan Brandi Cuasnicú (Las Palmas, 24 novembre 1987) è un giocatore di calcio a 5 argentino con cittadinanza spagnola.
Con la nazionale argentina è stato campione del mondo nel 2016 e campione sudamericano nel 2022.

## Carriera

### Club
Utilizzato come Pivot o laterale offensivo, inizia a giocare a calcio a 5 solamente a 19 anni, alla ricerca di un passatempo da affiancare agli studi in giornalismo. Inizia nei campionati universitari con la squadra dell'Università Complutense di Madrid, affiancando ben presto l'attività dilettantistica nel Colmenarejo e nella squadra riserve dell'Inter giocando cinque stagioni tra seconda e terza divisione. Dopo la laurea, in attesa di trovare lavoro come giornalista, sostiene un provino con il Santiago, convincendo la società a tesserarlo. Con i galiziani non si limita a esordire nella massima serie ma fornisce un rendimento sorprendentemente elevato, tanto da essere eletto giocatore rivelazione della Primera División 2012-13. La stagione seguente viene acquistato dal Benfica con cui nel 2014-2015 vince tutti i trofei nazionali e nel 2015-16 raggiunge la semifinale di Coppa UEFA. Il 7 luglio 2016 l'Acqua&Sapone annuncia il tesseramento del giocatore argentino. Nella finestra invernale di mercato viene acquistato dalla Luparense, con la quale a fine anno si laurea campione d'Italia. In estate fa ritorno in Spagna firmando con il Jaén.

### Nazionale
Nato in Spagna da genitori argentini, Brandi debutta nella Nazionale maschile di calcio a 5 dell'Argentina nel febbraio del 2015. L'anno seguente viene inserito dal commissario tecnico Diego Giustozzi nella lista dei 14 convocati per la vittoriosa Coppa del Mondo 2016.

## Palmarès

### Club
- Campionato portoghese: 1

Benfica: 2014-15
- Campionato italiano: 1

Luparense: 2016-17
- Coppa di Spagna: 2

Jaén: 2017-18, 2022-23
- Coppa di Portogallo: 1

Benfica 2014-15
- Supercoppa di Portogallo: 2

Benfica: 2015, 2016

### Nazionale
- Campionato mondiale: 1
Colombia 2016
- Coppa America: 1
Paraguay 2022